# 希勒岩

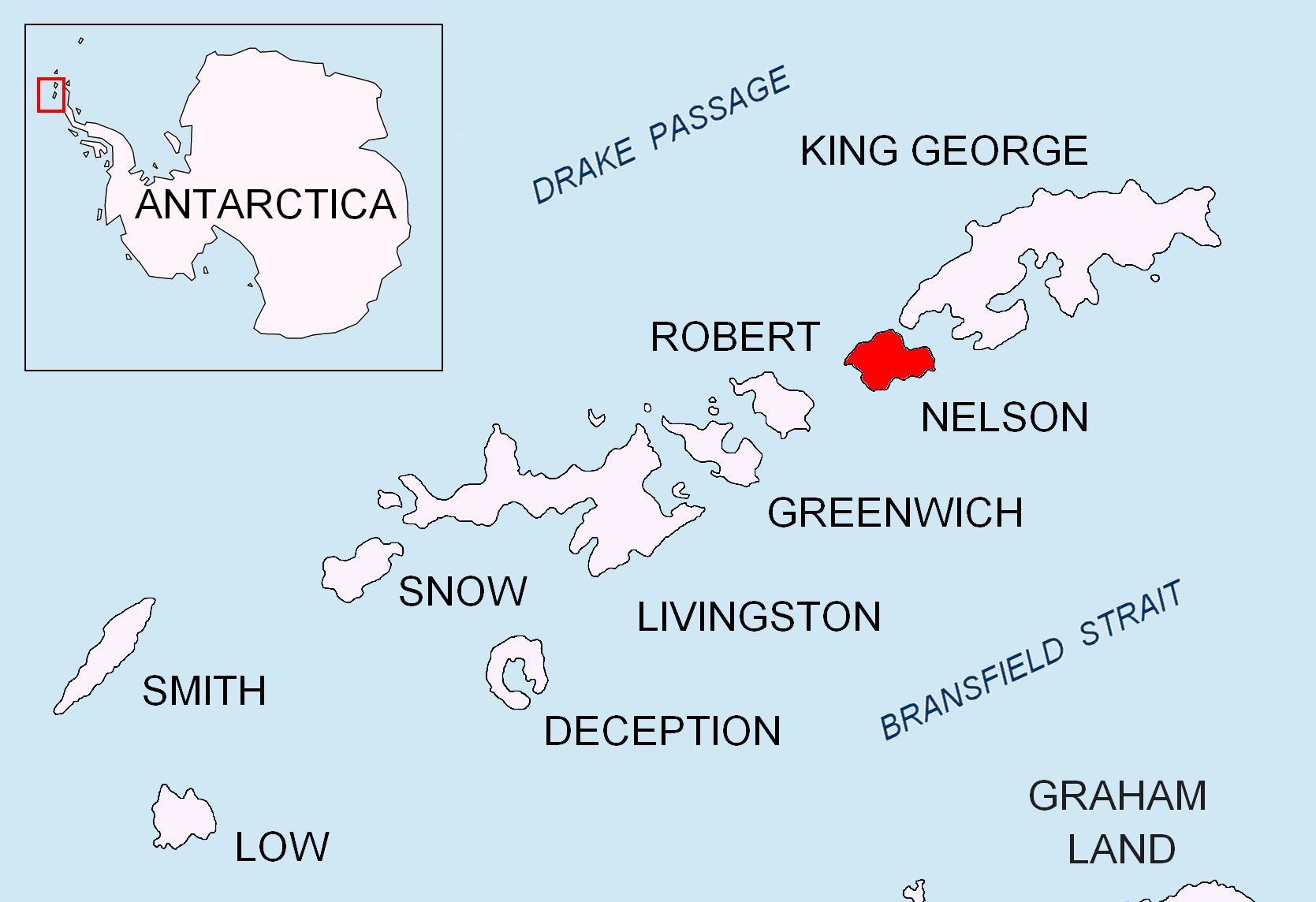
位於南設得蘭群島的喬治王島

61°55′S 58°5′W / 61.917°S 58.083°W
希勒岩（英語：Shearer Stack）是一個海堆積岩，位於南設得蘭群島喬治王島北方的福爾斯朗德角西南方2.4公里處。英國南極洲地名委員會於1960年以美國南塔克特捕海豹船查爾·斯希勒（Charles Shearer）命名，其於1874年至1875年抵達南設得蘭群島。1877年，這艘船再次駛向島嶼，卻消失得無影無踪。